# Estación Mechita
Mechita es la estación ferroviaria de la localidad homónima, Partido de Bragado, provincia de Buenos Aires, Argentina.
La estación corresponde al Ferrocarril Domingo Faustino Sarmiento de la red ferroviaria argentina y se ubica a 199 km de la estación Once.

## Servicios
Cuenta con tres servicios semanales a cargo de la empresa estatal Trenes Argentinos Operaciones entre Once y Bragado, teniendo parada en esta estación.

## Toponimia
Debe su nombre a Mercedes, nieta del entonces Presidente de la Nación Manuel Quintana, quien donó las tierras para el pueblo en 1904.